# Памятники Пушкину в Екатеринбурге
А. С. Пушкин никогда не бывал в Екатеринбурге, однако его память хранится и здесь. В 1899 г., в связи со столетним юбилеем поэта, в городе появилась Пушкинская улица. 

## Памятник на Уралмаше
В 1950 г. на улице Машиностроителей был установлен бетонный памятник А. С. Пушкина, изготовленный неизвестным скульптором. Памятник изображает поэта в полный рост в выходном костюме.

## Памятник в Литературном квартале

Памятник в Литературном квартале

Со временем город перестало устраивать подобное творение, к тому же расположенное на окраине мегаполиса. 5 ноября 1999 года в Литературном квартале появился бронзовый памятник работы Г. А. Геворкяна, воздвигнутый на общественные средства. Поэт изображён в ночной сорочке, с согнутыми руками, что символизирует неожиданность вдохновения.
Памятник подвергался критике за внешнее несходство, некоторые анатомические неточности (длинные пальцы ног). В народе монумент прозвали «Каратистом» за агрессивный взмах руки и «Пушкиным на скейтборде» за необычную форму пьедестала. Тем не менее, памятник постоянно посещают представители творческой интеллигенции.
В 2009 году был выпущен почтовый конверт с изображением данного монумента, в Екатеринбурге состоялись торжества в честь 210-летия поэта и 10-летия памятника.